# Parectecephala schineri
Parectecephala schineri är en tvåvingeart som beskrevs av Becker 1912. Parectecephala schineri ingår i släktet Parectecephala och familjen fritflugor. Inga underarter finns listade i Catalogue of Life.